# 锡比尔采沃
锡比尔采沃（羅馬化：Sibirtsevo）是俄罗斯滨海边疆区的市级镇，为切尔尼戈夫卡区第二大聚居地。地处滨海边疆区西部，位于兴凯湖流域两小河莫纳斯特尔卡（Монастырка）与斯科茨卡亚（Скотская）河间，在区行政中心切尔尼戈夫卡村西南、边疆区首府符拉迪沃斯托克（海参崴）东北方。
镇内设有同名铁路车站；A370公路（乌苏里公路）穿过该镇。
该地2022年人口有7,775人；2010年人口8,735；2002年人口9,451；1989年人口11,697。